# Даггубати, Рана
Раманайду Даггубати, более известен как Рана Даггубати (телугу దగ్గుబాటి రానా; хинди राना दग्गुबाटि; англ. Rana Daggubati; род. 14 декабря 1984 года, Мадрас, Индия) — индийский актёр, продюсер и фотограф, занятый преимущественно в фильмах на языке телугу.

## Биография
Рана родился в городе Мадрас (ныне Ченнаи) в семье телугуязычного кинопродюсера Даггубати Суреша Бабу, принадлежащего к кино-династии Даггубати-Аккинени. Дед Раны по отцовской линии Д. Раманайду был продюсером, его дядя Венкатеш — известный в штате актёр, как и его кузен Нага Чайтанья. Учился в публичной школе в городе Хайдерабад.
До начала карьеры актёра Рана успел поработать художником по спецэффектам в фильме «Солдат» с Махешем Бабу в главной роли. Затем он был продюсером фильма Bommalata, который получил Национальную кинопремию как лучший фильм на языке телугу.
В 2010 году состоялся его актёрский дебют в фильме Leader, где он сыграл молодого политика. Фильм имел коммерческий успех, а за свою роль Рана получил несколько наград в номинации за лучший дебют. Через год он дебютировал в Болливуде в фильме «Порочный круг» с Абхишеком Баччаном в главной роли. Сыгранная им роль диджея Джоки Фернандеса, ввязавшегося в торговлю наркотиками, принесла ему номинацию на Filmfare Award за лучшую дебютную мужскую роль.
В том же году вышел провалившийся в прокате фильм на телугу Nenu Naa Rakshasi, где он сыграл киллера. Провалом также стал вышедший через год Department, в котором Рана разделил экранное пространство с популярными актёрами Амитабхом Баччаном и Санджаем Даттом. Исправить положение ему помог телугуязычный «Великий учитель», в котором он исполнил главные роли вместе с актрисой Наянтарой.
В 2015 году он сыграл напарника Акшая Кумара в оевике Baby, имевшем успех в прокате. В том же году вышел фильм «Бахубали: Начало», где он сыграл антагониста Бхаллаладеву. Фильм имел коммерческий успех и вошел в тройку самых кассовых фильмов Индии на тот момент. Вторая часть фильма, вышедшая в 2017 году, заняла второе место среди кассовых фильмов Индии. В 2015 году также году вышел фильм Rudramadevi, где он сыграл Чалукью Вирабхадру, имевший умеренный коммерческий успех.
2017 год стал для него успешным, но помимо «Баахубали: Завершение», вышли ещё два фильма с его участием: двуязычный The Ghazi Attack, где он сыграл военного, и «Я — король, я — министр», где он сыграл политика в паре с Каджал Аггарвал, оба фильма имели коммерческий успех.
Сейчас Рана снимается в двуязычном фильме Madai Thirandhu, где его партнёршей будет Реджина Кассандра. Также он согласился принять участие в ещё одном двуязычном фильме Haathi Mere Saathi и малаяламоязычном Anizham Thirunaal Marthanda Varma. Также он заменит Нану Патекар, по причине сексуального скандала в фильме Полный дом 4.
Помимо актёрской деятельности Рана является телеведущим программы No 1 Yaari, которая стала самой рейтинговой телепередачей на телугу. Также он является владельцем футзального клуба «Телугу Тайгерс», который является одной из команд Premier Futsal, команды игры кабадди «Телуг Титанс» и боксёрской команды «Бахубали Боксерс».

## Личная жизнь
В детстве ослеп на правый глаз, однако впоследствии перенёс операцию по пересадке, вернувшую ему зрение.

## Фильмография
| Год  |   | Русское название                   | Оригинальное название                       | Роль                      |
| ---- | - | ---------------------------------- | ------------------------------------------- | ------------------------- |
| 2010 | ф | Лидер                              | Leader (тел.)                               | Арджун Прасад             |
| 2011 | ф | Порочный круг                      | Dum Maaro Dum (хинди)                       | Джоакин «Джоки» Фернандес |
| 2011 | ф | Я твоя ведьма                      | Nenu Naa Rakshasi (тел.)                    | Абхиманью                 |
| 2012 | ф | Моё желание                        | Naa Ishtam (тел.)                           | Ганеш                     |
| 2012 | ф |                                    | Department (хинди)                          | Шив Нараян                |
| 2012 | ф | Великий учитель                    | Krishnam Vande Jagadgurum (тел.)            | Бабу                      |
| 2013 | ф | Эта сумасшедшая молодежь           | Yeh Jawaani Hai Deewani (хинди)             | Викрам (камео)            |
| 2015 | ф | Найти и обезвредить                | Baby (хинди)                                | Джай Сингх Ратхор         |
| 2015 | ф | Бахубали: Начало                   | Baahubali: The Beginning (тел.) (там.)      | Бхаллаладева              |
| 2015 | ф | Рудрамадеви                        | Rudramadevi (тел.)                          | Чалукья Вирахадра         |
| 2016 | ф |                                    | Bangalore Naatkal (там.)                    | Шива                      |
| 2017 | ф |                                    | The Ghazi Attack (хинди)                    | Арджун Верма              |
| 2017 | ф | Бахубали: Завершение               | Baahubali: The Conclusion (тел.) (там.)     | Бхаллаладева              |
| 2017 | ф | Я король, я министр / Всё для тебя | Nene Raju Nene Mantri (тел.)                | Радха Джогендра           |
| 2019 | ф |                                    | Madai Thiranthu (там.) / 1945 (тел.)        |                           |
| 2019 | ф |                                    | Haathi Mere Saathi                          | Бандев                    |
| 2019 | ф |                                    | Anizham Thirunaal Marthanda Varma (малаял.) |                           |